# 耶默农维尔
耶默农维尔（法語：Yermenonville，法語發音：[jɛʁmənɔ̃vil]）是法国厄尔-卢瓦省的一个市镇，属于沙特尔区。

## 地理
耶默农维尔（48°33'22"N, 1°37'12"E）面积5.04 平方千米，位于法国中央-卢瓦尔河谷大区厄尔-卢瓦省，该省份为法国北部内陆省份，北起顺时针与厄尔省、伊夫林省、埃松省、卢瓦雷省、卢瓦-谢尔省、萨尔特省和奧恩省接壤。
与耶默农维尔接壤的市镇（或旧市镇、城区）包括：巴约-阿默农维尔、加鎮、乌村、梅瓦桑、圣皮亚。

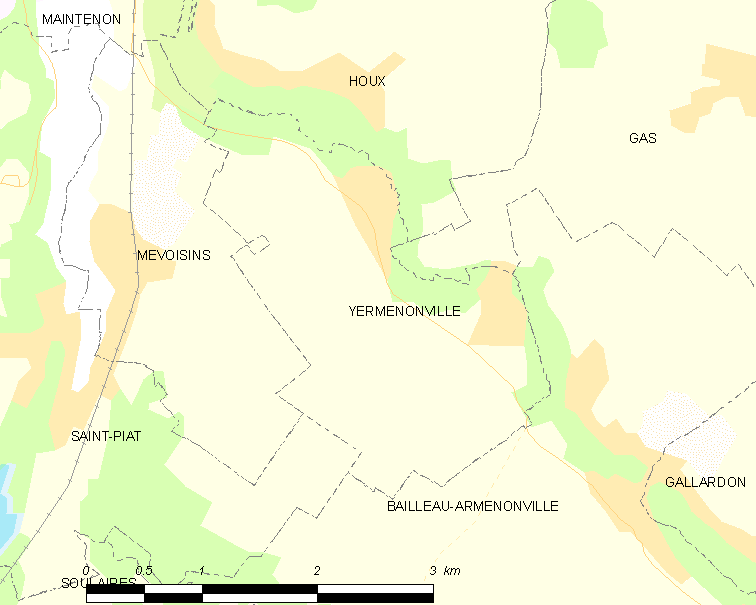
耶默农维尔的OSM定位图

耶默农维尔的时区为UTC+01:00、UTC+02:00（夏令时）。

## 行政
耶默农维尔的邮政编码为28130，INSEE市镇编码为28423。

## 政治
耶默农维尔所属的省级选区为欧诺县。

## 人口

1962-2008年间耶默农维尔人口变化图示

耶默农维尔于2022年1月1日时的人口数量为624人。